# فيلخا (راجمة صواريخ)
فيلخا (بالإنجليزية: Vilkha)‏ و(بالأوكرانية: Вільха) هي منظومة أوكرانية لإطلاق الصواريخ المتعددة (راجمة صواريخ)، مع ذخيرة مصححة جديدة. وقد تم إنشائها باستخدام بعض عناصر المنظومة السوفيتية سميرتش. وكلمة فيلخا الأوكرانية تعني شجرة ألدر(بالإنجليزية: Alder)‏، لذلك يطلق على المنظومة أحيانًا التسمية: ألدر
راجمة الصواريخ فيلخا التي تم تطويرها بواسطة Luch Design Bureau، تطلق ذخيرة ثقيلة وموجهة. وقد دخلت الخدمة في القوات المسلحة الأوكرانية في عام 2018.
عملت حوالي خمس عشرة شركة من المجمع الصناعي الدفاعي الأوكراني على إنشاء المنظومة. وتُعد كيه بي لتش KB Luch هي المنفذ الرئيسي للمشروع بموجب أمر دفاع من الدولة. ومن بين اللاعبين المهمين الآخرين مصنع بافلوجراد للكيماويات الذي طور وصنع أنواعًا جديدة من الوقود المختلط لمحركات فيلخا (ألدر)، ومصنع أرتيم الذي يصنع أغلفة الصواريخ، وأوريزون-نافيجيشن المتخصصة في أنظمة الملاحة عبر الأقمار الصناعية، وغيرها.

## خلفية تاريخية
في بداية عام 2014، وبالنسبة لأسلحة الصواريخ بعيدة المدى، لم يكن لدى أوكرانيا سوى صواريخ توشكا-يو الموجهة، والتي انتهى تاريخ صلاحيتها بالفعل، وراجمات سميرتش بصواريخ غير موجهة، والتي عفا عليها الزمن وتقادمت بكل المعايير. وأصبحت هناك حاجة ماسة إلى صاروخ موجه بعيد المدى وغير مكلف.
وبعد عدة محاولات لإنشاء منظومة صواريخ عملياتية تكتيكية لم تكلل بالنجاح. أصبح مشروع فيلخا (ألدر) معروفًا -ولأول مرة- في 27 يناير 2016. وذلك عندما كلف رئيس أوكرانيا بترو بوروشينكو -في اجتماع لمجلس الأمن القومي والدفاع الأوكراني- بمهمة تطوير المنظومة في أقرب وقت ممكن. وكان التكليف للمطور والمصنع الرئيسي كان كيه بي لتش، بالتعاون مع المؤسسات الحكومية والخاصة الأخرى للمجمع الصناعي العسكري.
في 22 مارس 2016 تم إجراء التجارب الصاروخية الأولى. وحضر الاختبارات سكرتير مجلس الأمن القومي والدفاع الأوكراني أولكسندر تورتشينوف.
في 26 أغسطس 2016، أجريت مرحلة أخرى ناجحة من اختبارات نظام صواريخ فيلخا (ألدر) على أساس قاذفة صواريخ سميرتش المتعددة. تم الإطلاق في مكب النفايات بالقرب من أوديسا.
في ديسمبر 2016، زاد مجلس الوزراء فترة الدفع المسبق لتنفيذ المشروع إلى عامين. وفي ربيع عام 2018، نجح نظام فيلخا في اجتياز الاختبارات في جنوب منطقة أوديسا، وبعد ذلك حدد الرئيس الأوكراني آنذاك بترو بوروشينكو مهمة بدء الإنتاج المتسلسل في عام 2018.
في 25 أبريل 2018، تم في أحد النطاقات في منطقة خيرسون، فحص المؤشرات القتالية والتكتيكية والفنية للنماذج الجديدة على أساس تسديدة من نظام إطلاق يعتمد على قاذفة صواريخ تورنادو المتعددة. وذلك مع شرط الوصول إلى أغراض محددة سلفًا ومع إتمام هذه المهمة بنجاح.
كذلك تم إجراء مرحلة أخرى من اختبارات المصنع لمنظومة راجمة صواريخ عالية الدقة باسم فيلخا-إم Vilkha-M في 24 يوليو 2018. وأثناء الاختبارات، تم وضع المزيد من المهام لفحص عدد من الحلول التقنية والتكنولوجية وتحسينها.
وأخيراً، تم اعتماد نظام فيلخا من قبل القوات المسلحة لأوكرانيا في أواخر عام 2018.

## التطوير

لوجو شركة أرتيم المصنعة لمنظومات فيلخا

طورت أوكرانيا منظومة فلخا «ألدر» خلال المرور بعدة مراحل. وبعد أن اعتمدت في البداية على منظومة سميرتش السوفيتية، وصلت إلى أن تكون
جميع مكونات إنتاج «ألدر» - محلية الصنع، متضمنًة نظام تحكم، وكذلك وقود صاروخي، ورأس حربي جميعها جديدة. ويعد نظام التحكم في الصواريخ أحد «النقاط البارزة» في المنظومة. حيث يوفر تصحيح طيران الصاروخ بسبب المحركات النبضية.
وقد تم تطوير المدى النيراني من 70 كم إلى 130 في أحدث نسخة من المنظومة وهي فيلخا-إم.
تبلغ كتلة الصاروخ حوالي 800 كجم. حيث يقترب وزن المحرك من 500 كجم. ونظام التحكم في حدود 70 كجم. بينما يبلغ وزن الرأس الحربي حوالي 250 كجم. هذا وتصل سرعة الصاروخ في نهاية مساره إلى 3.4 ماخ.

## النسخة فيلخا-إم Vilkha-M
في 4 أبريل 2019، أجريت اختبارات التحكم للنسخة الحديثة من منظومة راجمة الصواريخ فيلخا-إم في موقع الاختبار في منطقة أوديسا، والتي أصبحت المرحلة الأخيرة من إنشائها. ارتفعت بالمنظومة الجديدة كل من قيم الدقة والمدى، ولا سيما الصواريخ القادرة على إصابة الأهداف بدقة على مسافة حوالي 130 كم. صرح سكرتير مجلس الأمن القومي والدفاع، أولكسندر تورتشينوف، أن نظام الصواريخ فيلخا-إم قد تم قبوله بالقوات المسلحة الأوكرانية وأن إنتاج الصواريخ قد بدأ بالفعل.
يمكن للنظام إطلاق 12 صاروخًا في 45 ثانية فقط والاشتباك مع الأهداف وباحتمال خطأ دائري (CEP) أقل من 30 مترًا. وتم التحقق من استخدام الصواريخ لتدمير الأهداف في أقصى مدى، وكذلك دقة وكفاءة تدمير الهدف. وقد أكدت الصواريخ الخصائص المحددة ودمرت بدقة الأهداف على مسافة 120 و 130 كيلومتراً.
تتميز منظومة فيلخا-إم بنظام آلي جديد للسيطرة النيرانية، فيمكن للطاقم تشغيل المنظومة بالنمط التلقائي أو اليدوي. ويتيح نظام السيطرة النيرانية إمكانية التحديد الذاتي لسمت أنبوب الإطلاق.
يتم عرض وضع مجموعة أنبوب الإطلاق، ومسار وموقع مركبة الإطلاق، بالإضافة إلى نقطة الوجهة ومسار الحركة بشكل مرئي في شكل رسومات على محطة الفيديو. وتعمل واجهة الإطلاق الجديدة على تحسين بقاء فيلخا-إم من خلال تقليل وقت البقاء في موقع إطلاق النار.

## نسخ ومواصفات[5]

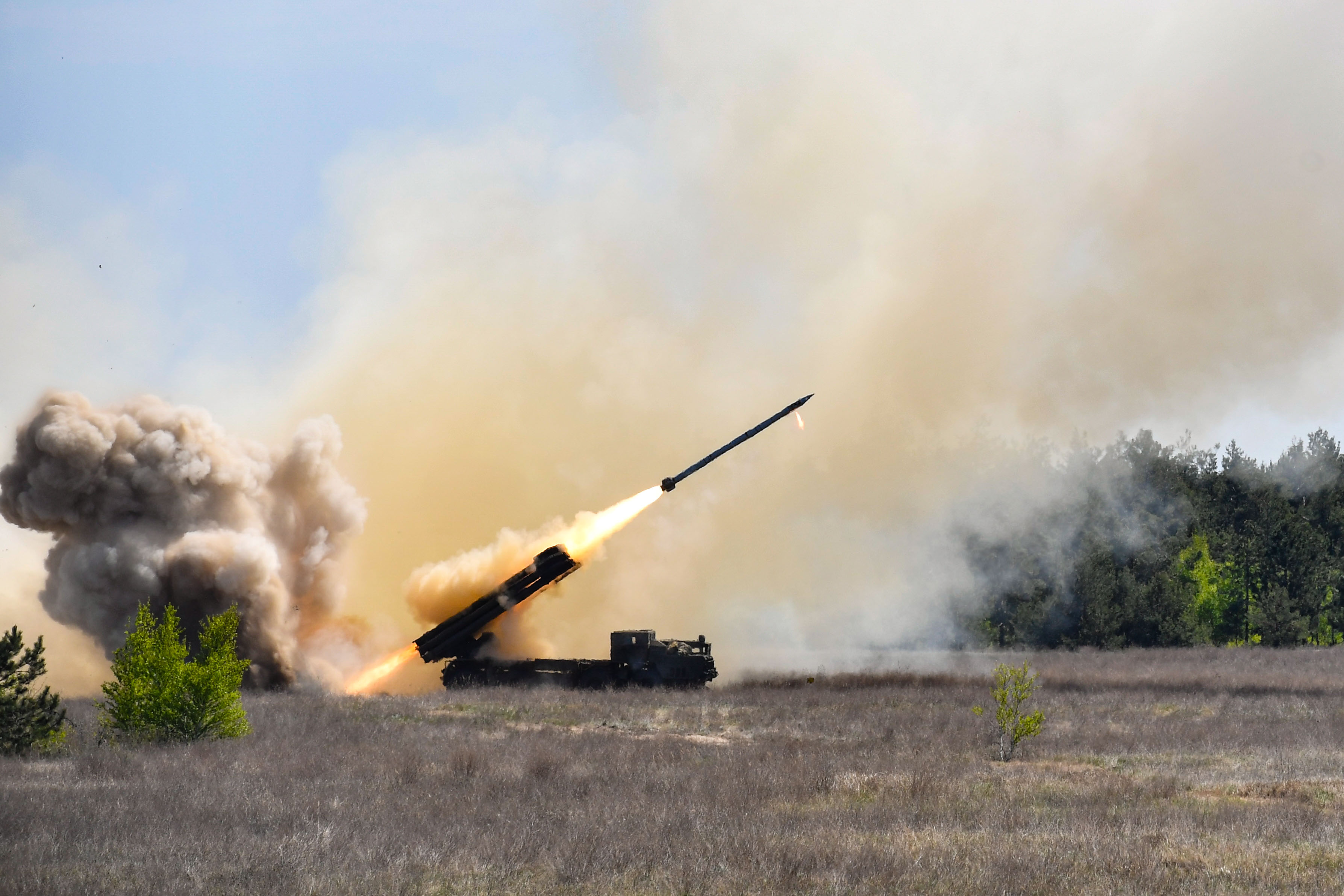
الاختبارات النيرانية النهائية 25 أبريل 2018

نستبدل هنا التسمية بألدر عوضاً عن فيلخا وفقًا للمرجع.
- ألدر: الإصدار الأساسي برأس حربي 250 كجم ومدى 70 كم.
- ألدر-إم: نسخة برأس حربي 170 كجم ومدى يصل إلى 130 كم.
- ألدر-إم1:

- نسخة من الصاروخ P624M-1 برأس حربي 170 كجم ومدى 140-154 كم.
- نسخة من الصاروخ P624M-1 برأس حربي 236 كجم ومدى 108-121 كم.

- ألدر-إم2:نسختان من الصاروخ P624M-2 برؤوس حربية 170 كجم ومدى 141-202 كم.
- ألدر-آر:نسخة مع صاروخ برأس حربي عنقودي.